# Mjöbäcks socken
Mjöbäcks socken i Västergötland ingick i Kinds härad, ingår sedan 1971 i Svenljunga kommun och motsvarar från 2016 Mjöbäcks distrikt.
Socknens areal är 71,02 kvadratkilometer varav 67,03 land. År 2000 fanns här 1 144 invånare.  Tätorterna Överlida och Mjöbäck med sockenkyrkan Mjöbäcks kyrka ligger i socknen. 

## Administrativ historik
Socknen har medeltida ursprung. 
Vid kommunreformen 1862 övergick socknens ansvar för de kyrkliga frågorna till Mjöbäcks församling och för de borgerliga frågorna bildades Mjöbäcks landskommun. Landskommunen uppgick 1952 i Högvads landskommun som upplöstes 1971 då denna del uppgick i Svenljunga kommun. Församlingen uppgick 2014 i Mjöbäck-Holsljunga församling.
1 januari 2016 inrättades distriktet Mjöbäck, med samma omfattning som församlingen hade 1999/2000. 
Socknen har tillhört län, fögderier, tingslag och domsagor enligt vad som beskrivs i artikeln Kinds härad. De indelta soldaterna tillhörde Älvsborgs regemente, Södra Kinds kompani.

## Geografi
Mjöbäcks socken ligger nordost om Falkenberg kring Högvadsån och Stora Hallången. Socknen har odlingsbygd i ådalen och vid sjön och är i övrigt en starkt kuperad sjörik skogsbygd.
Socknen genomkorsas av länsväg 154. Falkenbergs järnväg (FJ) genomkorsade socknen förr i tiden.
1931 hade Mjöbäcks socken 835 invånare samt 364 hektar åker och 4897 hektar skogsmark och hagmark.

## Natur
Berggrunden består i huvudsak av gnejs med inslag av kvarts och glimmer. De har skett brytning av både järnmalm och fältspat
Från att i slutet av 1800-talet ha varit små växte älg och rådjursstammarna till sig i början av 1900-talet och har sedan dess varit relativt stora. Andra djur som är vanliga inom området är räv, grävling, ekorre, vessla, hermelin, iller samt hare (svenskhare och fälthare). Det finns även en del mårdar och uttrar.

## Fornlämningar
Boplatser från stenåldern är funna. Från bronsåldern finns gravrösen och stensättningar. Från järnåldern finns gravhögar.

## Historia
| År   | Befolkning |
| ---- | ---------- |
| 1805 | 466        |
| 1865 | 809        |
| 1900 | 821        |
| 1920 | 862        |
| 1930 | 845        |
| 1940 | 813        |
| 1950 | 843        |

År 1366 blev Mjöbäck, liksom Gotland och en del andra områden i Västergötland och Småland, danskt. När den danska drottningen Margareta även blev svensk drottning blev Mjöbäck åter svenskt, vilket det varit sedan dess. 
Under nordiska sjuårskriget skövlades området av både svenskar och danskar. De mest betydelsefulla bönderna kom att avrättas. 
Hela Mjöbäcks pastorat blev 1616 tilldelat Karl Karlsson Gyllenhjelm, en halvbror till Gustav II Adolf.
Tre generationer träsnidare var verksamma i Mjöbäck under 1800-talet och en bit in på 1900-talet. Det var Johannes Andersson, sonen Johannes Johansson och dennes son Carl-Johan Johansson.
En äldre kyrka fanns men i dåligt skick varför ny uppfördes 1851.
År 1899 blev järnvägen mellan Mjöbäck och Holsljunga klar. Den utgjorde en del av Falkenbergs järnväg och kom att finnas kvar i drygt 60 år.
I hembygdsgården i Tokabo vårdar hembygdsföreningen områdets historia.

## Namnet
Namnet skrevs 1314 Miobek och kommer från prästgården. Namnet innehåller mio(r), 'smal' och bäck syftande på en bäck vid gården.